# 杰克逊口 (阿拉巴马州)
杰克逊口（英文：Jacksons' Gap），是美国阿拉巴马州下属的一座城市。面积约为8.52平方英里（约合22.05平方公里）。根据2010年美国人口普查，该市有人口828人，人口密度为97.24/平方英里（约合37.55/平方公里）。